# Thomas Ryan (Politiker, 1837)

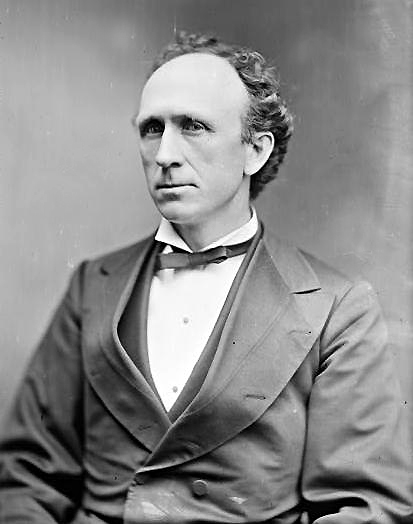
Thomas Ryan

Thomas Ryan (* 25. November 1837 in Oxford, Chenango County, New York; † 5. Mai 1914 in Muskogee, Oklahoma) war ein US-amerikanischer Politiker. Zwischen 1877 und 1885 vertrat er den dritten und von 1885 bis 1889 den vierten Wahlbezirk des Bundesstaates Kansas im US-Repräsentantenhaus. Außerdem war er von 1889 bis 1893 Botschafter der Vereinigten Staaten in Mexiko.

## Werdegang
Noch in seiner frühen Jugend zog Thomas Ryan mit seinen Eltern in das Bradford County in Pennsylvania. Er besuchte das Dickson Seminary in Williamsport. Nach einem Jurastudium wurde er im Jahr 1861 als Rechtsanwalt zugelassen. Zwischen 1862 und 1864 war er während des Bürgerkrieges Soldat der Unionsarmee. Im Jahr 1865 zog Ryan nach Topeka in Kansas.
Zwischen 1865 und 1873 war er Bezirksstaatsanwalt im Shawnee County und von 1873 bis 1877 war er stellvertretender Bundesstaatsanwalt für Kansas. Politisch war Ryan Mitglied der Republikanischen Partei. Bei den Kongresswahlen des Jahres 1876 wurde er als deren Kandidat im dritten Distrikt von Kansas in das US-Repräsentantenhaus in Washington, D.C. gewählt. Dort trat er am 4. März 1877 die Nachfolge von William R. Brown an. Diesen Bezirk vertrat er nach einigen Wiederwahlen bis zum 3. März 1885. Im Jahr 1884 kandidierte er für den vierten Distrikt, den er dann als Nachfolger von Lewis Hanback zwischen dem 4. März 1885 und dem 4. April 1889 im Kongress vertrat.
Am 4. April 1889 legte Ryan sein Abgeordnetenmandat nieder, nachdem er von Präsident Benjamin Harrison zum US-Botschafter in Mexiko ernannt worden war. Dieses Amt bekleidete er bis 1893. Im Jahr 1897 wurde Ryan von Präsident William McKinley zum stellvertretenden Innenminister ernannt. Dieses Amt bekleidete er bis 1907. In diesem Jahr wurde er als ständiger Vertreter des Innenministeriums nach Muskogee in Oklahoma entstand. Dort ist er im Jahr 1914 verstorben.